# Kaminského katalyzátor

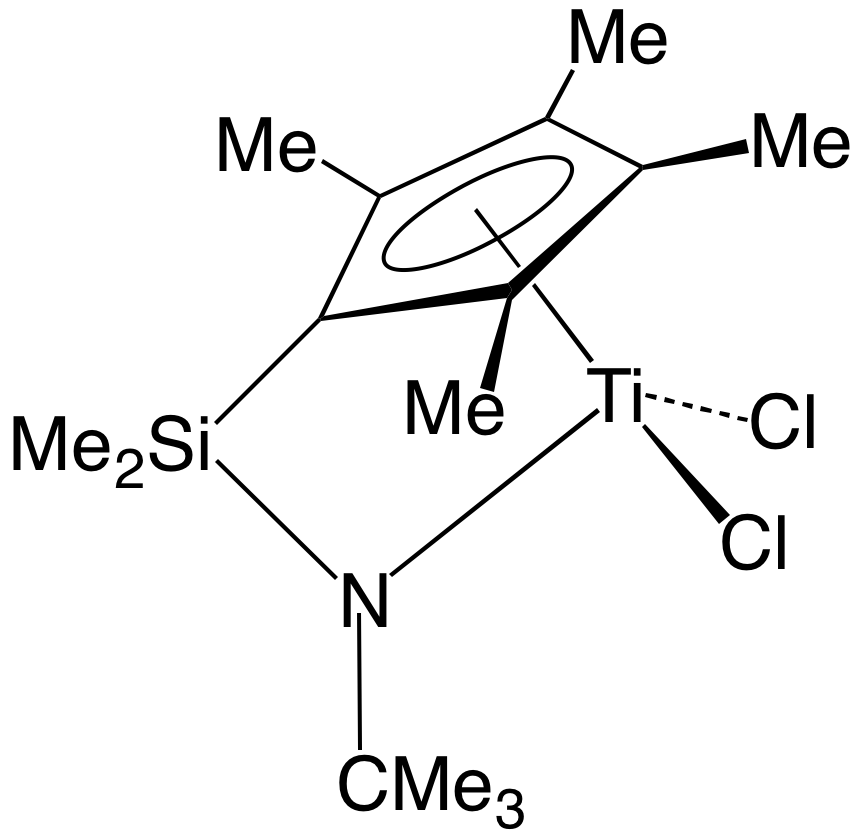
Struktura Kaminského katalyzátoru v jeho (neaktivní) chloridové formě

Kaminského katalyzátor je soustava katalyzátorů používaná při polymerizaci alkenů. Základem jsou metaloceny kovů 4. skupiny (Ti, Zr, Hf), které jsou aktivovány methylaluminoxanem (MAO). Objev tohoto systému, společně s dalšími objevy, odstartoval vývoj nové skupiny katalyzátorů, kteerý vedl k novému způsobu průmyslové výroby polyalkenů.

## Historie
Před objeven Kaminského katalyzátoru se jako heterogenní katalyzátory polymerizace alkenů používaly (a dosud se používají) chloridy titanu, aktivované většinou trimethylhliníkem. Kaminsky zjistil, že titanocen a jemu podobné komplexy by mohly mít podobné vlastnosti jako tyto Zieglerovy–Nattovy katalyzátory, ovšem s nižší aktivitou; následně si uvědomil, že by bylo možné jejich aktivitu zvýšit aktivací methylaluminoxanem. Methylaluminoxan alkyluje halogenid metalocenu a také způsobuje odštěpení aniontového ligandu (chloridu nebo methylu) za vzniku elektrofilního katalyzátoru.

## Ligandy

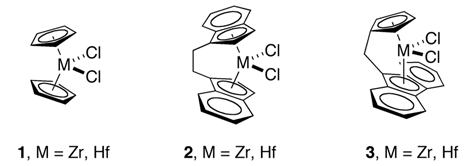
Je-li k polymerizaci propenu použit metalocen 1, tak vzniká ataktický polypropylen, zatímco při použití C_{2} symetrického metalocenu 2 a C_{s} symetrického metalocenu 3 se tvoří isotaktický, respektive syndiotaktický polymer.

Kaminského objev velmi aktivních heterogenních katalyzátorů cedl k vývoji mnoha nových ligandů, jako jsou ansa metaloceny (Cs symetrické fluorenyl-Cp ligandy). Tím bylo umožněno provádět velmi stereoselektivní (nebo stereomericky pravidelné) polymerizace α alkenů, přičemž některé z těchto reakcí se využívají i průmyslově.